# Fucking with Nobody
Pour plus de détails, voir Fiche technique et Distribution.
Fucking with Nobody est un film finlandais réalisé par Hannaleena Hauru, sorti en 2020.

## Synopsis
Après avoir perdu son emploi au détriment de son rival Kristian, Hanna crée un profil Instagram mettant en scène sa fausse romance avec le jeune acteur Ekku.

## Fiche technique
- Titre : Fucking with Nobody
- Réalisation : Hannaleena Hauru
- Scénario : Hannaleena Hauru et Lasse Poser
- Photographie : Jan-Niclas Jansson et Lasse Poser
- Montage : Hannaleena Hauru
- Production : Emilia Haukka et Jussi Rantamäki
- Société de production : Aamu Filmcompany et Elokuvayhtiö Oy Aamu
- Pays :  Finlande
- Genre : Comédie dramatique
- Durée : 102 minutes
- Dates de sortie : 
  -  Italie : 8 septembre 2020 (Mostra de Venise)
  -  Finlande : 11 juin 2021

## Distribution
- Hannaleena Hauru : Hanna
- Tanja Heinänen : Krista Lång
- Samuel Kujala : Ekku
- Anna Kuusamo : Shirley
- Jussi Lankoski : Kristian
- Sara Melleri : Viima
- Lasse Poser : Lasse
- Hanna-Kaisa Tianen : Maria
- Pietu Wikström : Ara

## Distinctions
Le film a été nommé pour cinq Jussis et a reçu celui du meilleur seconde rôle masculin pour Lasse Poser.